# Анри Жорж Клузо
Анри Жорж Клузо (фр. Henri-Georges Clouzot; Ниор, 20. новембар 1907 — Париз, 12. јануар 1977) је био француски филмски режисер и сценариста, добитник Златног лава за филм Манон и Златне палме за филм Мистерија Пикасо. Познат је и по филмовима Надница за страх, Гавран, Истина.